# Ducati Corse
Ducati Corse S.r.l., відома також як Ducati Marlboro Team (2003-2010 роки) та Ducati Team (з 2011) — дочірня компанії Ducati, створена для представництва компанії в мотогонках. У компанії працює понад сто людей (майже 10% від всіх працівників Ducati Motor Holding SpA). Ducati Corse бере участь у чемпіонаті світу MotoGP, Superbike World Championship та деяких національних чемпіонатах.

## Організація компанії
Компанія ділиться на чотири підрозділи:
1. Технічні дослідження та розробки — складається з двох груп, відповідальних за проектування та розробку мотоциклів, які виступають у MotoGP і чемпіонаті Superbike.
2. Спортивні заходи — відділ несе відповідальність за заводські команди, які беруть участь у MotoGP і Superbike.
3. Комерційна діяльність — комерційний відділ відповідає за надання приватним командам мотоциклів і запасних частин. Він також надає консультаційні послуги та технічну допомогу для приватних команд, що виступають на Ducati в Superbike World Championship і в національному чемпіонаті Superbike. З 2004 року Ducati Corse також підтримує сателітні команди в MotoGP (Pramac Racing), постачаючи їм мотоцикли і технічну підтримку.
4. Маркетинг і комунікація — завданням відділу маркетингу та комунікацій є просування та керуванням бренду Ducati у гонках.

## Участь у MotoGP

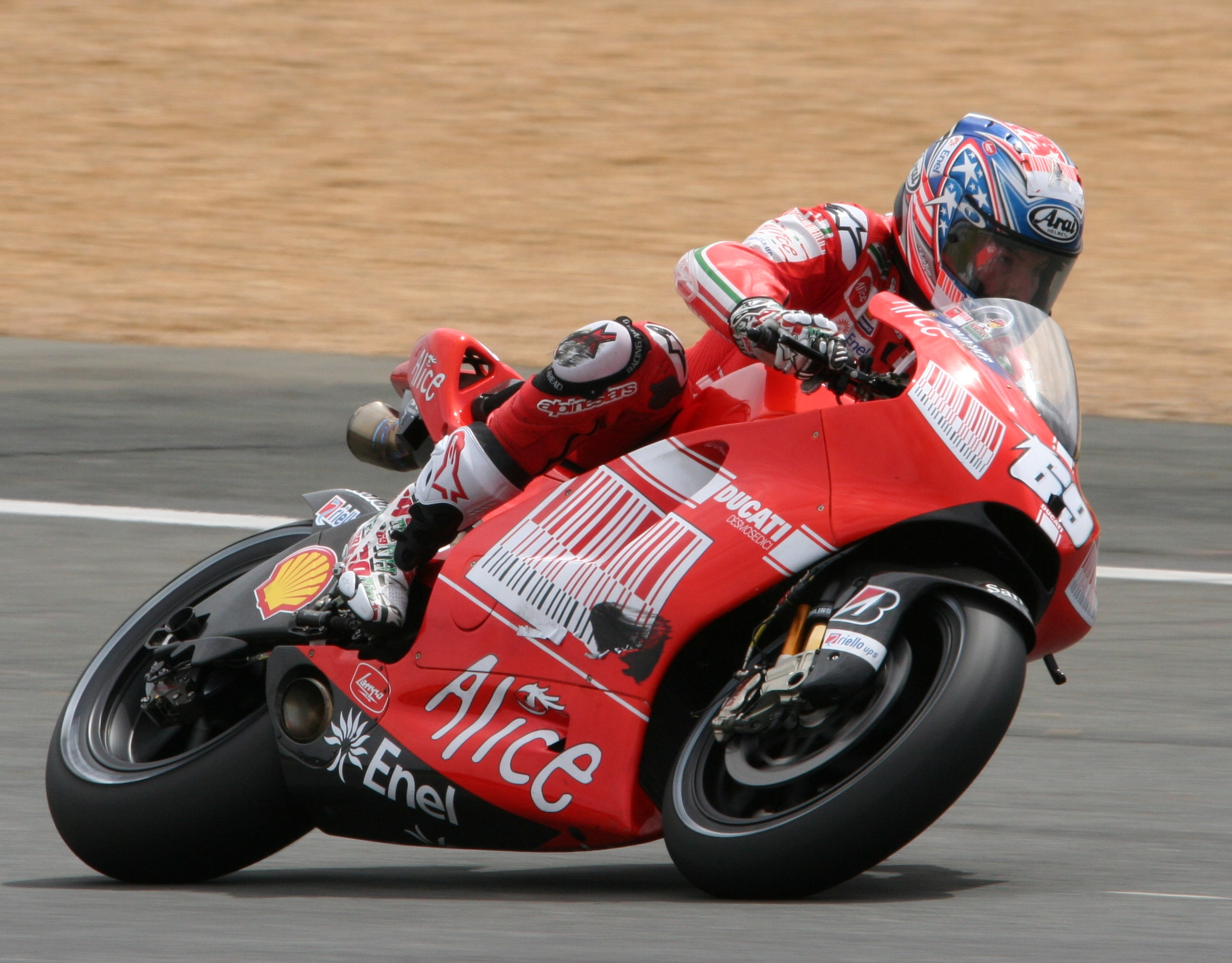
Гонщик «Ducati Corse» Нікі Хейден

Рішення про вступ в «королівський» клас було прийнято навесні 2001 року. До цього завод завоював 8 титулів і 9 кубків конструкторів в серії World Superbike. Потужна V-подібна двійка з десмодромним механізмом газорозподілу, щоправда, не підходила для гонок Гран-Прі. Інженери зупинили свій вибір на 4-циліндровому L-подібному двигуні (кут нахилу циліндрів 90°) з десмодромним приводом клапанів, яких на кожен циліндр доводилося по 4. Випробування тривали 9 місяців. У підсумку, на світ з'явився «малюк», об'ємом 989 куб.см з парним порядком запалення суміші в циліндрах. Мотоцикл назвали Desmosedici, що означало «Desmo-16», тобто, 16-клапанний.
Дебют Desmosedici на Гран-Прі Японії 2003 року став справжнім тріумфом. Лоріс Капіроссі, який погодився співпрацювати з заводом відразу, як тільки його запросили в проект, зійшов на третю сходинку подіуму в першій же гонці, поступившись Honda Макса Бьяджі менше 2 секунд. Через декілька місяців, на очах у 96 000 глядачів Лоріс виграв Гран-Прі Каталонії, де пілоти Honda були вже в ролі наздоганяючих. Напарником Капіроссі був Трой Бейліс, якому відвели роль розробника, тоді як Лоріс привозив результат. За підсумками сезону заводська команда «Marlboro Ducati» завоювала 9 подіумів і зайняла друге місце в Кубку конструкторів.
Наступний сезон виявився важчим: Бейліс та Капіроссі лише по разу піднялись на подіум (обоє на третє місце), зайнявши в загальному заліку 14-е та 9-е місця відповідно.
З 2005 року команда почала співпрацювати з тютюновим гігантом «Philip Morris». Таким чином були поєднані два найвідоміших моторних будинки Італії — Ducati та Ferrari: з 1990 року кольори і символи Marlboro були домінуючими в дизайні болідів Формули-1 Ferrari, а з 2005 року і прототипів Ducati Desmosedici — це червона основа з білими лініями і написами (а перед тим — і пряме розміщення логотипів) і лого, закамуфльовані під штрих-коди, і багато іншого. Троя Бейліса в команді замінив Карлос Чека. В цьому сезоні команда перейшла на використання шин Bridgestone, і це позитивно вплинуло на результати — Капіроссі завоював 3 поула, 2 перемоги (у Японії та Малайзії) та загалом 4 подіуми, знову ставши найкращим гонщиком команди; Чека ж двічі фінішував третім.
Для сезону 2006 інженери команди покращили аеродинаміку мотоцикла та попрацювали над двигуном, а на місце Чеки був запрошений інший іспанець, Сете Жібернау. Новий мотоцикл дозволив Капіроссі на початку сезону деякий час очолювати загальний залік, проте прикра аварія на Гран-Прі Каталонії, в якій зіткнулись обидва гонщики команди, позбавила його шансів на загальний тріумф. Загалом у сезоні Лоріс здобув 3 перемоги та 8 подіумів, ставши бронзовим призером чемпіонату; ще одну перемогу команді подарував Трой Бейліс, який на останньому Гран-Прі сезону у Валенсії замінив Жібернау.
На сезон 2007 команді довелось пристосовуватись до змін у правилах — дозволений максимальний робочий об'єм двигуна був зменшений з 1 000 до 800 см.куб. Проте команда інженерів на чолі з Філіппо Прециозі не злякалась труднощів та зуміла підготувати новий мотоцикл для сезону. Відбулися зміни і складі гонщиків команди: на місце Жібернау був запрошений Кейсі Стоунер. Вже в дебютній гонці сезону у Катарі останній здобув перемогу, першу зі своїх 23-ьох за часи виступів за «Ducati». Загалом у сезоні Стоунер тріумфував 10 разів, лише у 4 з 18 гонок не фінішуючи на подіумі. Він став чемпіоном світу, а «Ducati Corse» здобула перший і поки єдиний титул чемпіона серед виробників.
Перед початком сезону 2008 Капіроссі залишив команду, а на його місце був запрошений італієць Марко Меландрі. Хоча Стоунер здобув 4 перемог та 11 подіумів, проте цього виявилось недостатньо для захисту чемпіонського титулу — він зайняв друге місце вслід за Валентіно Россі; Меландрі закінчив сезон лише 17-им.
У мотоциклі для сезону 2009 вперше була використана рама із вуглецевого волокна. На місце Меландрі був запрошений чемпіон світу-2006 Нікі Хейден. Стоунер продовжував демонструвати високі результати, здобувши 4 перемоги та загалом 8 подіумів, проте змушений був пропустити 3 гонки через лактозну непереносимість, діагностовану пізніше, та вибув із чемпіонської гонки.
Для сезону 2010 інженери команди попрацювали над аеродинамікою мотоцикла та над надійністю двигуна, оскільки у чемпіонаті були введені обмеження на кількість використаних двигунів протягом сезону. Хейден та Стоунер залишились в команді, проте і цього разу смак перемоги відчув лише Кейсі, укріпивши твердження, що мотоцикли Ducati здатен підкорити лише він. Він здобув три перемоги та посів 4-е місце загального заліку; Хейден же з одним подіумом фінішував 7-им.
На сезон 2011 Стоунер перейшов до команди «Repsol Honda», а його місце зайняв легендарний Валентіно Россі, який до цього вже зумів стати 9-ти разовим чемпіоном світу. Здійснилася давня мрія багатьох італійських вболівальників про виступи швидкого італійця за італійську команду. Проте реалії виявились гіршими — Россі та Хейден лише по одному разу піднялись на подіум (обоє на треті місця), задовольнившись у загальному заліку 7-им та 8-им місцями відповідно.
Для сезону 2012 знову кардинально змінились правила участі у класі — максимальний робочий об'єм двигуна було збільшено до 1 000 см.куб. Мотоцикл Ducati Desmosedici GP12 вперше отримав алюмінієву раму. Це не дуже покращило результати гонщиків — Россі здобув 2 подіуми (двічі займав другі місця) та фінішував у загальному заліку 6-им, Хейден став 9-им.
На сезон 2013 Россі, втомившись від постійної боротьби з мотоциклом, повернувся до «Yamaha», а його місце зайняв Андреа Довіціозо. Цей рік виявився найгіршим в гоночній історії команди — її гонщики жодного разу не змогли піднятись на подіум, зайнявши у загальному заліку 8 та 9 місця. Через погані результати в кінці сезону в команду був запрошений новий генеральний директор Джіджі Даль'Інья, який повинен був повернути «Ducati Corse» на найвищі місця.
Першим кроком нового генерального директора стала відмова від участі Ducati в категорії «заводських» команд, та перехід до новоствореної Open. Це дозволило використовувати під час гонок мотоцикл з 24-літровим баком (замість 20-літрових у заводських); більш м'які покришки, призначені для приватних команд, а також працювати над вдосконаленням двигуна протягом цілого сезону. Щоправда, інженери «Ducati Corse» відчули і певні обмеження, оскільки змушені будуть користуватись єдиною для всіх учасників категорії Open електронікою виробництва Magneti Marelli. Перед початком сезону інженери команди суттєво попрацювали над мотоциклом. Вже на другій гонці сезону у Техасі Довіціозо зайняв третє місце, завоювавши перший подіум для команди з вересня 2012 року. На дощовій гонці у Ассені Дові фінішував ще успішніше, зайнявши друге місце. Вдалі виступи дозволили італійцю у середині сезону займати високе 4-е місце в загальному заліку, випереджаючи пілота заводської команди «Yamaha Factory Racing» Хорхе Лоренсо. Натомість, іншого гонщика команди, британця Келвіна Кратчлоу постійно супроводжували проблеми. Зокрема, у перших 9-ти гонках сезону він лише 4 рази приїжджав у очковій зоні, що дозволило в загальному заліку займати лише 14-е місце. Зате у другій половині сезону британець зміг прискоритись, здобувши для команди ще один подіум, зайнявши 3-є місце на Гран-Прі Арагону. За підсумками сезону «Ducati Team» фінішувала на третьому місці, слідом за японськими гігантами «Repsol Honda Team» та «Movistar Yamaha MotoGP».
На сезон 2015 на місце Кратчлоу, який змушений був покинути команду через нестабільні результати, був прийнятий італієць Андреа Янноне. Таким чином була здійснена мрія багатьох вболівальників — італійська команда з італійськими гонщиками. І вже на дебютному Гран-Прі сезону у Катарі гонщики сповна виправдали довіру команді, вдвох піднявшись на подіум, зайнявши 2-3 місця. І, хоча ні Довіціозо, ні Янноне не вдалось виграти жодної гонки у сезоні, проте їхні результати перевершили всі сподівання команди — на двох вони здобули 8 подіумів, двічі стартували з поулу та проїхали одне найшвидше коло. За підсумками сезону «Ducati Team» знову зайняла третє місце заліку команд.

### Статистика виступів у MotoGP
| Сезон | Клас   | Назва команди | Мотоцикл                | №  | Гонщики          | Гонки | Пер | Под | ПП | НК | ОГ  | МГ | Очки | Місце |
| ----- | ------ | ------------- | ----------------------- | -- | ---------------- | ----- | --- | --- | -- | -- | --- | -- | ---- | ----- |
| 2013  | MotoGP | Ducati Team   | Ducati Desmosedici GP13 | 04 | Андреа Довіціозо | 18    | 0   | 0   | 0  | 0  | 140 | 8  | 266  | 4     |
| 2013  | MotoGP | Ducati Team   | Ducati Desmosedici GP13 | 69 | Нікі Хейден      | 18    | 0   | 0   | 0  | 0  | 126 | 9  | 266  | 4     |
| 2014  | MotoGP | Ducati Team   | Ducati Desmosedici GP14 | 04 | Андреа Довіціозо | 18    | 0   | 2   | 1  | 0  | 187 | 5  | 261  | 3     |
| 2014  | MotoGP | Ducati Team   | Ducati Desmosedici GP14 | 35 | Кел Кратчлоу     | 17    | 0   | 1   | 0  | 0  | 74  | 13 | 261  | 3     |
| 2014  | MotoGP | Ducati Team   | Ducati Desmosedici GP14 | 51 | Мікеле Пірро     | 6     | 0   | 0   | 0  | 0  | 18  | 19 | 261  | 3     |
| 2015  | MotoGP | Ducati Team   | Ducati Desmosedici GP15 | 04 | Андреа Довіціозо | 18    | 0   | 5   | 1  | 0  | 162 | 7  | 350  | 3     |
| 2015  | MotoGP | Ducati Team   | Ducati Desmosedici GP15 | 29 | Андреа Янноне    | 18    | 0   | 3   | 1  | 1  | 188 | 5  | 350  | 3     |